# Charles Rooner
Charles Rooner (Viena, Austria; 1901-Ciudad de México, México; 22 de noviembre de 1954) fue un actor y director de cine austríaco que perteneció a la generación de artistas exiliados que dieron a conocer en México nuevas corrientes teatrales y propusieron modernas técnicas de formación para los actores mexicanos.

## Biografía

### Teatro
Con estudios doctorales en humanidades, se inició en el teatro como alumno y asistente de Max Reinhardt. Posteriormente se desarrolló como maestro y actor en Austria hasta que, con la llegada del fascismo a ese país, emigró a Francia, nación a la que defendió como miliciano durante la Segunda Guerra Mundial. Llegó a México en 1942 y desde entonces se incorporó a la vida teatral, primero como actor y director del Club Heinrich Heine -que interpretaba en alemán-, y más tarde como maestro de la Escuela de Arte Teatral del Instituto Nacional de Bellas Artes y como director de escena en los llamados teatros de bolsillo. A él se atribuye la introducción en México de las ideas escénicas de Reinhardt, así como de las obras de Bertolt Brecht, al estrenar en 1943 su Ópera de los tres centavos. Al igual que algunos de sus contemporáneos que llegaron a México por diversas causas políticas, entre ellos Seki Sano y André Moreau, ayudó a sentar las bases para una nueva educación teatral que habría de dejar atrás la vieja escuela española de declamación.
Algunas de las obras que estrenó en México fueron: Woyzeck (1944), La desconocida de Arras, Clavijo (1949); Madre, Victoria y sus dos maridos (1950), El viajero sin equipaje (1951), La revelación de Blanco Posnet, Rosalinda, Que no quemen a la dama, Fiesta trágica (1952), No es cordero que es cordera, El Proceso (1953); Seis personajes en busca de autor y El hechicero (1954), entre otras.

### Cine
El escritor Carlos Monsiváis, refiriéndose a los Rostros Complementarios: "Son ellos (como exorcismos contra el olvido) María Gentil Arcos y Conchita Gentil Arcos, Eduardo "El Nanche" Arozamena, Alfonso "El Indio" Bedoya, Dolores Camarillo "Fraustita", Hernán "El Panzón" Vera, Eufrosina García "La Flaca", Lupe Inclán, Manolo Noriega, Armando Arreola "Arreolita", Arturo Soto Rangel, Salvador Quiroz, José Baviera, Miguel Manzano, Gilberto González, Francisco Reiguera, Charles Rooner... A fin de cuentas no son muchos, pero sus años en la pantalla los convierten en la tribu..."

## Filmografía
- 1956 Historia de un marido infiel
- 1956 Pueblo, canto y esperanza ... El Míster (episodio mexicano)
- 1956 Silent Fear ... Rudolph
- 1954 La bruja ... Gunther Strecker
- 1954 La duda
- 1953 Saqueo al sol ... Capitán Bergman
- 1953 Quiero vivir ... Doctor
- 1952 Se le pasó la mano
- 1952 Apasionada ... Doctor
- 1952 Un príncipe de la iglesia
- 1952 Dos caras tiene el destino ... Mr. Goodner
- 1952 Cuatro noches contigo ... Sr. Fitzgerald
- 1951 Paraíso robado ... Don Gustavo
- 1951 El revoltoso ... Mr. Brown
- 1951 Peregrina ... Don Tomás O'Neill
- 1951 Dicen que soy comunista ... Don Guillermo
- 1951 Negro es mi color ... Capitán
- 1950 Los olvidados ... Pederasta elegante (sin acreditar)
- 1950 Sentencia ... André
- 1950 La mujer que yo amé ... Don César
- 1949 El gran campeón ... Joe Flynn
- 1949 En cada puerto un amor
- 1949 El colmillo de Buda
- 1948 Sofía ... Dr. Stoyan
- 1948 ¡Ya tengo a mi hijo! ... Doctor Hoffman
- 1948 Casanova aventurero ... Guardia de palacio (sin acreditar)
- 1948 Pito Pérez se va de bracero
- 1947 La perla ... Doctor
- 1947 Gran Casino ( ... Van Eckerman
- 1946 La reina del trópico ... Mr. Jackson, el empresario
- 1945 El jagüey de las ruinas
- 1945 La sombra de Chucho el Roto ... Don Fabián
- 1945 Las abandonadas ... Hombre en cantina
- 1944 Tribunal de Justicia
- 1944 El mexicano
- 1944 La dama de las camelias ... Pierre
- 1943 Espionaje en el golfo
- 1943 Doña Bárbara... Don Guillermo
- 1943 El circo ... Mr. Arnold (sin acreditar)
- 1942 Soy puro mexicano ... Rudolph Hermann von Ricker